# Stauranthus
Stauranthus é um género botânico pertencente à família Rutaceae.

## Espécies
- S. perforatus Liebm.